# Torockószentgyörgy
Torockószentgyörgy (románul Coltești, németül Sankt Georgen) falu Romániában, Fehér megyében. Közigazgatásilag Torockóhoz tartozik.

## Fekvése
Nagyenyedtől 20 km-re északnyugatra fekszik.

## Története

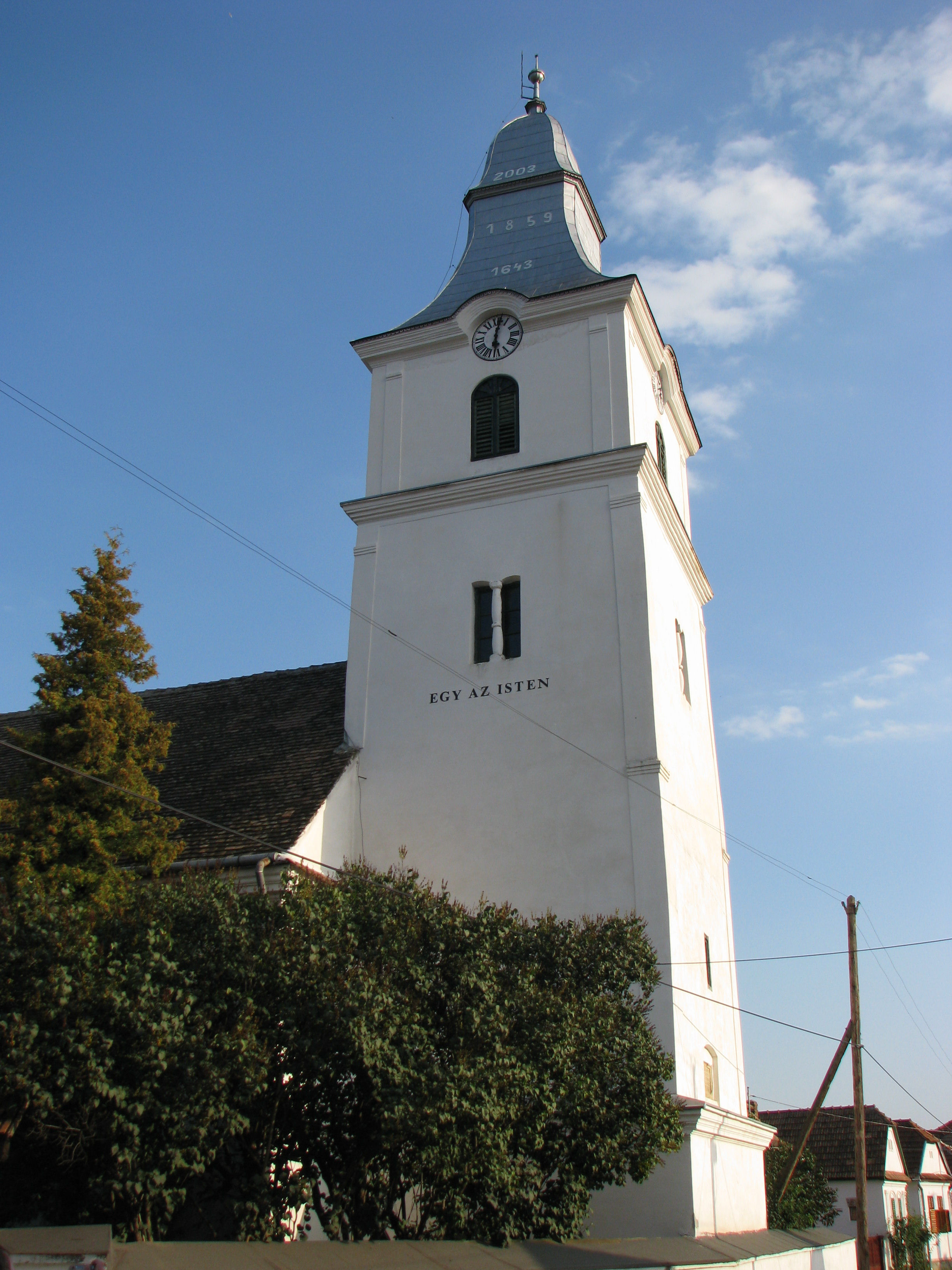
Unitárius templom

1470-ben említik. A falutól keletre levő Székelykő Várkő nevű magaslatán állnak várának romjai. Lakótornya 1253 és 1272 közt épült, alsó részei 1470 körül épültek. 1514-ben a keresztesek felégették. 1704-ben Tiege csapatai megostromolták és elfoglalták, majd felrobbantották, azóta pusztul.
1910-ben 983, túlnyomórészt magyar lakosa volt. A trianoni békeszerződésig Torda-Aranyos vármegye Torockói járásához tartozott.

## Híres emberek
- Itt született Brassai Sámuel,[2] Erdély nagy polihisztora, szülőházát emléktábla jelöli.
- Itt született Gáspár János, erdélyi pedagógus és nyelvész (1816–1892)[3]
- Itt született és itt hunyt el Gergely János botanikus, egyetemi oktató (1928–1989).
- Itt született 1946-ban Tamás Simon színművész.[4]